# Época marcista
La época marcista fue un periodo de la historia ecuatoriana iniciado con la revolución homónima, impulsada por José Joaquín de Olmedo contra el régimen de Juan José Flores en el año 1845. El período termina en 1859, con la caída del presidente Francisco Robles, dando lugar a un periodo de inestabilidad que terminaría con el ascenso de Gabriel García Moreno al poder.
Durante este tiempo se dio paso a diferentes medidas de corte liberal y nacionalista que dieron fin al dominio político que Flores había mantenido desde el inicio de la República en 1830, entre dichas medidas destaca la abolición de la esclavitud. A su vez existió una constante inestabilidad debido a los persistentes conflictos de poder entre las elites regionales.

## Antecedentes
Desde 1830, cuando el Ecuador se separó de la Gran Colombia, el país estuvo bajo la influencia del militar venezolano Juan José Flores, quien había sido el Jefe Superior del Distrito del Sur y primer presidente del país. A su vez, todavía existían sentimientos secesionistas en lugares como Guayaquil, que había sido antes un estado independiente.
Flores intentó perpetuarse en el poder mediante la llamada Carta de la Esclavitud y otras medidas, como una contribución de tres pesos y cuatro reales de todo ecuatoriano para el sofocamiento de revueltas, lo que agregado a un nacionalismo fortalecido llevó a la Revolución marcista y a la caída de Flores.

## Gobiernos de la época

### El triunvirato marcista (1845)

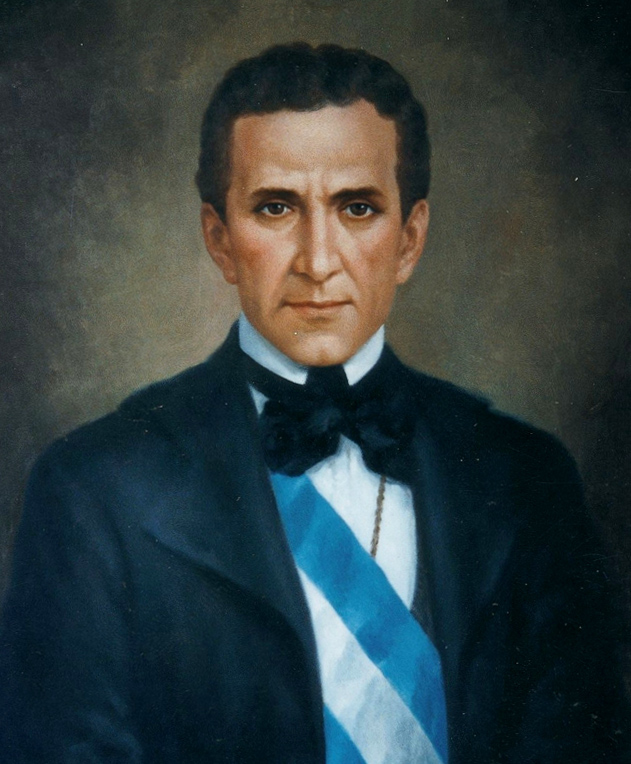
José Joaquín de Olmedo, miembro del Gobierno Provisorio de 1845.

Tras la caída de Flores se instauró un gobierno provisional integrado por José Joaquín de Olmedo, Vicente Ramón Roca y Diego Noboa, estos dos últimos más tarde serían presidentes. Este gobierno denominó a 1845 como el Año 1 de la Libertad. Vicente Rocafuerte quien había participado también de la Revolución Marcista tendría dificultades de salud por lo que se mantendría alejado de la política interna como ministro plenipotenciario en Perú hasta su fallecimiento en el mismo año que Olmedo 1847, dando espacio para la segunda generación de políticos. 
Se instaló la cuarta Asamblea Constituyente del país en Cuenca, con Pablo Merino a la cabeza, esta tenía el objetivo de realizar una nueva Constitución. La Asamblea rechazaría el Tratado de La Virginia firmado con Flores al considerarlos inaceptables y contrarios a la seguridad estatal.
La Constituyente aprobó a su vez los nuevos símbolos patrios, realizado por Olmedo con los colores tradicionales de Guayaquil, reemplazando el tricolor grancolombiano. Además en el diseño del Escudo de Ecuador se incluyó el Río Guayas y el Chimborazo en su centro, de acuerdo a como se lo conoce en la actualidad. De esta forma se realizarían elecciones presidenciales donde se eligiría como presidente constitucional a Vicente Ramón Roca.
Entre los principales enunciados de la nueva constitución aprobada estuvieron:
- Es ciudadano el que sabe leer y escribir y que tenga 21 años de edad y posea una propiedad de 500 pesos o una renta determinada.
- La religión católica es única en el Ecuador.
- Se garantizó la propiedad intelectual.
- Se estableció que "Nadie nace esclavo en la República, ni puede ser introducida en ella en tal condición, sin quedar libre".

### Gobierno de Roca (1845-1849)

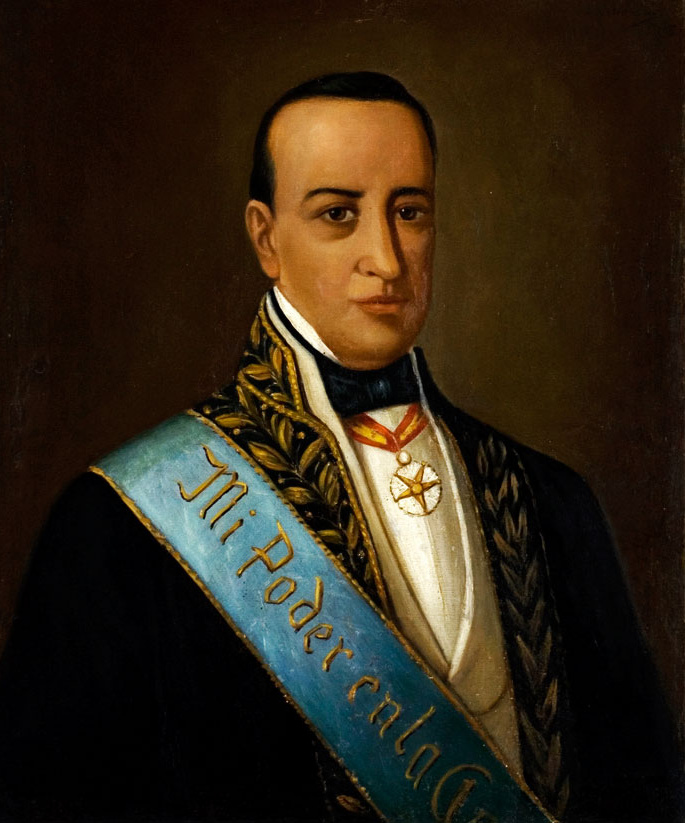
Vicente Ramón Roca, primer presidente constitucional

El 8 de diciembre de 1845, se implanta la nueva constitución de carácter liberal y asciende a la presidencia Vicente Ramón Roca, restaurándose así el orden constitucional. En las elecciones logró ganar sobre el otro candidato José Joaquín de Olmedo con 27 votos a su favor contra 13 en contra. Al respecto se pronunció Vicente Rocafuerte, siempre fiel a su amigo Olmedo por quien además había votado diciendo que: "Se ha preferido la vara del mercader a la musa de Junín". Se refería a la vara del dios Mercurio, patrón de los comerciantes, al canto de Olmedo a Bolívar. Sobre las elecciones se especuló acerca de la compra de votos pero sin pruebas claras. Aunque, Roca sí usó sus influencias. Olmedo por su parte no movió un dedo, a esas alturas de su vida, "estaba más allá del bien y del mal". 
Su gobierno dio paso a obras como el apoyo a la educación, la cultura y la libertad de prensa hablada y escrita, algo que en la dominación floreana estaba mucho más restringido. En este gobierno se repararon los puentes y carreteras en Pichincha y Cotopaxi, se mejoró el alumbrado y el malecón de Guayaquil y se construyó la Iglesia Matriz de Latacunga. Además logró fomentar la producción agrícola por medio de la creación de la Junta de Agricultores en la ciudad de Guayaquil. Además buscó mejorar la función judicial de ese país con la introducción de jurados y jueces. Otra cosa que caracterizó la presidencia de Roca fue que buscó después de una época convulsa que terminaba con el dominio floreano dar estabilidad económica y usar al máximo los escasos ingresos que tenía el sector fiscal que llegaban a 854.435 pesos en el mejor año. Su régimen sufrió la reacción de Flores ante las acciones de la Constituyente, quien en 1846, con ayuda de banqueros y de la reina María Cristina de España logró reunir un ejército de mercenarios para invadir el Ecuador. Pero los acuerdos diplomáticos hechos por Roca con los países sudamericanos y el Reino Unido impidieron los planes de Flores y del Reino de España, que buscaba restaurar sus colonias implantando una monarquía en el Ecuador. Para complicar más las cosas tuvo que lidiar con una guerra tentativa con Nueva Granada, actual Colombia porque aún no estaban definidos los límites de los dos países.

#### La amenaza floreana
Flores quiso vengar la afrenta del incumplimiento de los "Tratados de la Virginia" y del vil asesinato de su lugarteniente más eficaz, el general Juan Otamendi. "Yo saldré de aquí pronto a la cabeza de una escuadra y un ejército, lo cual te hará conocer que cuento en Europa con apoyos firmes y poderosos", escribió Flores a su esposa el 13 de septiembre de 1846. Con la ayuda de los banqueros de la reina María Cristina de España, compró en Londres los vapores "Monarca" y "Neptuno" y el velero "Gleneig" y contrató a tres mil mercenarios españoles, ingleses e irlandeses. La noticia apareció en "The Times", el "Daily News", el "Journal des Débates" y en varios periódicos de España.
El 13 de octubre llegó la mala nueva a Ecuador. Desde Buenos Aires se comunicaba a Quito que "el Gobierno español le ofrece a Flores si sale bien en recobrar su poder en el Ecuador y formar un ejército, dejarte a él y sus descendientes todo lo que hoy forma la República del Ecuador, haciéndole Príncipe de la Reconquista". Años después, Flores negó cualquier intención de reconquista. Hubo alarma general. Se puso el Ejército en pie de guerra y se vendieron los esclavos, muebles y semovientes de Flores para pagar una parte de los gastos. Rocafuerte partió en misión especial a Lima, Santiago y Sucre (Bolivia). Este país era todavía ribereño del Pacífico. José Modesto Larrea fue a Bogotá. Roca trataba de formar un Congreso Sudamericano para hacer frente a cualquier agresión europea. Ecuador buscó el apoyo de los comerciantes ingleses, cuyos negocios se verían perjudicados con la reconquista. El Gobierno ecuatoriano con la ayuda de los embajadores hispanoamericanos reclamó al Británico por su política de dejar hacer y dejar pasar este asunto.

### Inestabilidad con Ascasubi y Noboa (1849-1851)

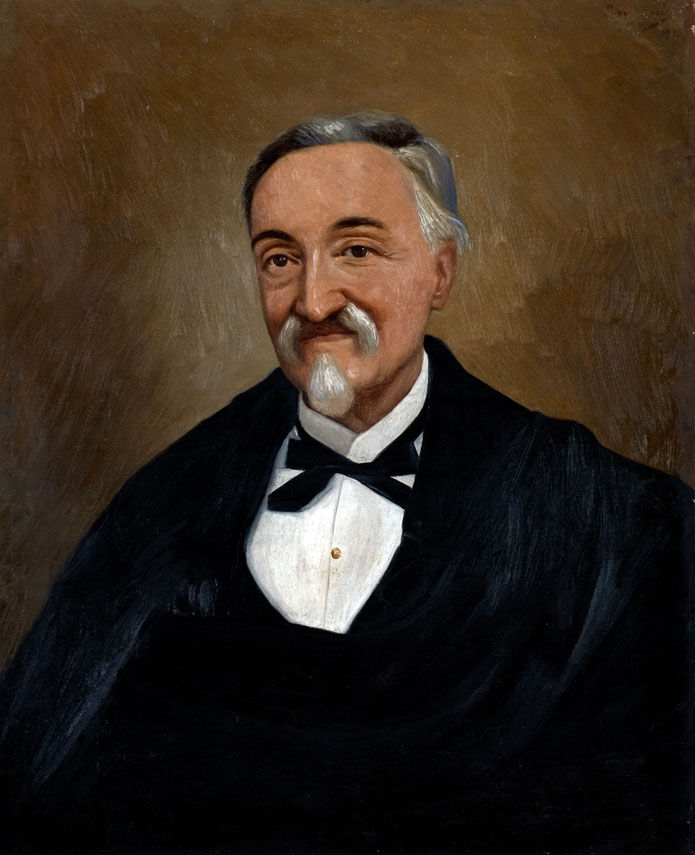
Manuel de Ascasubi y Matheu, Presidente Encargado del Poder

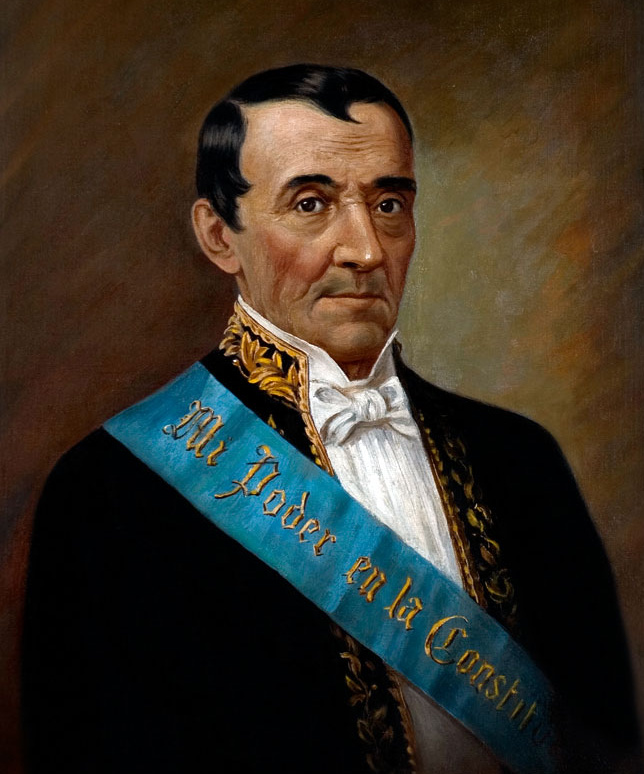
Diego Noboa, segundo presidente constitucional del marcismo

El 14 de septiembre de 1849, ante la falta de votos necesarios para ejercer el cargo de Antonio Elizalde y Diego Noboa, el Congreso designa a Manuel de Ascasubi como presidente interino, Roca dejaría el cargo el 15 de octubre de 1849 tras terminar su periodo. El nuevo gobierno dura poco ya que el 14 de febrero del siguiente año siendo acusado de floreanista sería desconocido por el ejército en Guayaquil, nombrando a José María Urbina, jefe superior de la provincia, más tarde una Asamblea en Guayaquil reemplazó a Urbina por Diego Noboa.
Así es como el país queda dividido nuevamente con Quito, Latacunga y Riobamba en contra de Noboa; mientras Cuenca, Loja y Manabí proclaman al general Antonio Elizalde como su "Jefe Superior". Este último bando se alía con Noboa el 27 de julio con los acuerdo de "La Florida" que terminan con el régimen de Ascasubi.
El 8 de diciembre de 1850, la Asamblea Constituyente le entrega Noboa de forma interina el poder, mientras Elizalde y Roca marchan al exilio Noboa toma el poder de forma constitucional el 26 de febrero con una constitución en la cual se disuelve el cargo de vicepresidente. Su gobierno como el de Ascasubi dura poco a raíz de la traición de Urbina quien usando la guerra con Colombia y el repudiado intento de venta de las islas Galápagos a Gran Bretaña, lo acusa de floreanista, iniciando el 17 de julio de 1851 un nuevo golpe de Estado que lo lleva al poder.

### El Gobierno de Urbina (1851-1856)

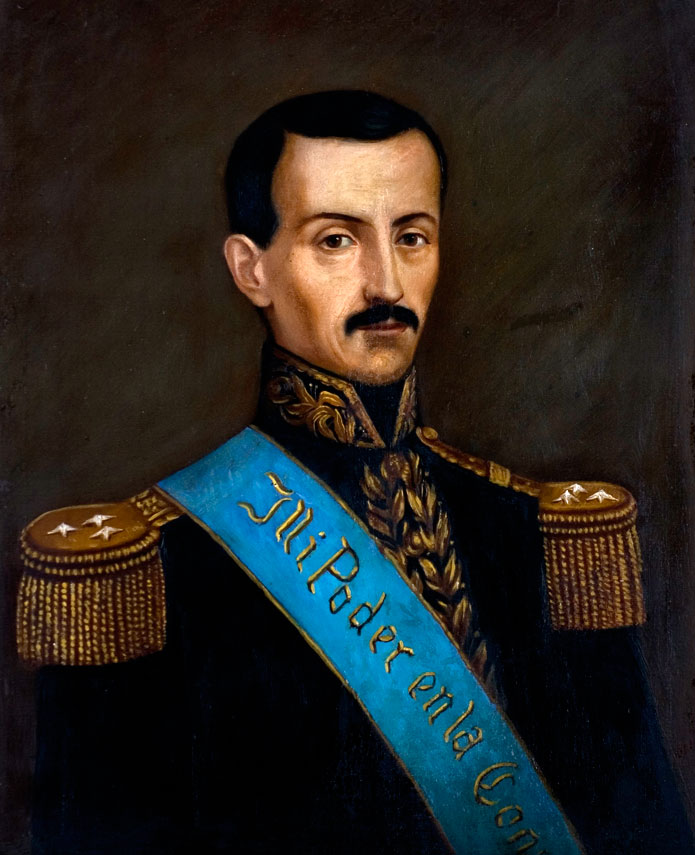
José María Urbina y Viteri, tercer presidente constitucional del esta época

José María Urbina y Viteri asume la jefatura suprema del estado, y el 6 de septiembre de 1852 toma el cargo de forma constitucional. Ya para ese entonces, el 25 de julio de 1851, había realizado una de sus más importantes obras, la abolición definitiva de la esclavitud.
El 21 de noviembre de 1852, vuelven a ser expulsados los jesuitas, luego de que Noboa los hubiese readmitido al país. A la vez que la represión estatal es organizada desde los "Canónigos" y los tan temidos batallones de "Tauras" compuestos de negros liberados. Esto mientras se revocan los impuestos sobre artículos de necesidad básica y derechos de exportación. Los efectos en la economía regional de estas medidas no fueron en vano puesto que los afroecuatorianos se dividían entre los que vivían en el norte de la sierra donde era más frecuente la esclavitud, con los que vivían en el norte de la costa, especialmente en la provincia de Esmeraldas donde era más frecuente que sean libres. Al realizar la manumisión se liberó parte de la mano de obra de la sierra que en ocasiones migró hacia la costa donde recibían un pago salariado o en su mayoría en este caso conformaron los batallones militares de los "Tauras" para reforzar el ejército en la costa. Por otro lado al revocar impuestos sobre los artículos de necesidad básica y los derechos de exportación impulsó el comercio exterior que era la fortaleza de la economía en la costa y hacia el final del siglo XIX tendrían un auge en la venta de cacao. 
En el ámbito internacional, los peruanos habían creado el Departamento de Loreto en territorio considerado ecuatoriano basándose en la Cédula Real de 1802, lo que causa la protesta del presidente Urbina.

#### La manumisión de los esclavos
Abolida la degradante esclavitud que reduce al hombre a la vil condición de mercancía, cuenta la República con una multitud de ecuatorianos capaces de contribuir a su adelantamiento con el trabajo libre, que es el más productivo, con el ejercicio de sus dotes intelectuales y con la posibilidad de colocarse en el rango de ciudadanos. Al devolver a tantos seres los derechos que les habrá concedido la naturaleza, ha ganado la República, y ha hecho por su parte una inapreciable conquista en los fueros de la humanidad.

### El Gobierno de Robles (1856-1859)

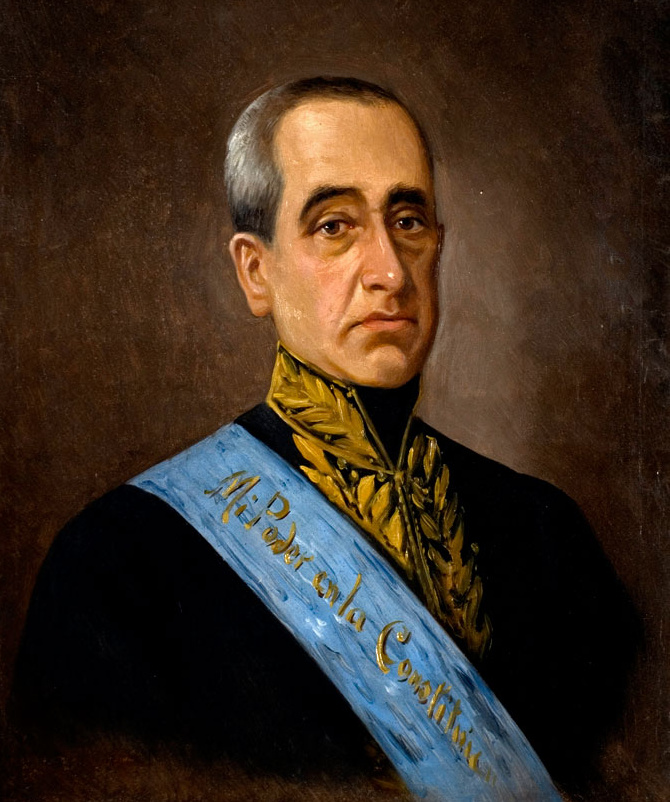
Francisco Robles García, primer presidente electo en elecciones y último marcista

La Constitución que legitimó a Urbina había terminado con la designación del presidente de República desde el Congreso pasando esto a las elecciones. En 1856 se realizarían las primeras elecciones abiertas que darían como resultado la victoria del candidato del oficialismo, Francisco Robles. El nuevo gobierno sería posesionado el 16 de octubre.
El nuevo gobierno impulsó la educación pública con la puesta al día del colegio Vicente León, de Latacunga, la fundación de los colegios La Unión y uno para señoritas en Loja y la creación de numerosas escuelas fueron obra del ministro del Interior, Antonio Mata, y de la colaboración de gente de la localidad. Esto junto con un nuevo reglamento de educación primaria que terminaba con el castigo corporal y creaba premios.
La abolición de tributos hechos por los indígenas causó disgusto entre los terratenientes, aunque la producción de cacao superara a los resultados históricos obtenidos, incluso al auge disfrutado a finales del siglo XVIII. Mientras que Perú rechazaba las concesiones del Convenio Icaza-Prittchet realizado entre Ecuador e Inglaterra que entregaba concesiones en territorio considerado ecuatoriano, pero que también era reclamado por el país vecino.
El 26 de octubre de 1858, Ramón Castilla, presidente de Perú, ordena el bloqueo de los puertos marítimos ecuatorianos. Robles traslada la sede de gobierno a Riobamba y luego a Guayaquil, siendo en esta última donde es arrestado el 15 de marzo de 1859, pero es liberado por Guillermo Franco.

#### La redacción del Código Civil
En 1830  Ecuador se separa de la Gran Colombia para formar parte de una república independiente; cuya primera constitución se aprueba en septiembre del mismo año, se dictan leyes de procedimiento civil el 8 de noviembre de 1831 las cuales establecieron un orden de prioridad en la aplicación de las leyes, conservando el contenido de la constitución de Cúcuta. Ya en 1837 el gobierno y el Senado comisionaron al Dr. José Fernández Salvador para que trabajara un proyecto de Código Civil sobre la base del de Bolivia; proyecto que no fue en tiempo alguno examinado por los Congresos. Solo en 1855 hay un esfuerzo serio en este sentido; se comisionó a la Corte Suprema para que presentara un proyecto de Código Civil; iniciándose las labores y continuaron durante dos años hasta 1857, en que la Corte llegó a conocer el Código Civil Chileno, obra de Andrés Bello, que le pareció perfectamente aceptable para el Ecuador. 
Por esto, dejó la preparación de laboral la encomendada y se dirigió al gobierno recomendado que se adoptara el código chileno; entre otras cosas, se manifestaba lo siguiente en el oficio respectivo: “La Corte, que no abriga sentimiento de orgullo y vanidad; y cree que no hay mengua alguna en adoptar lo bueno que se encuentra hecho, no ha vacilado en volver sobre sus pasos, dando de mano a sus trabajos anteriores, y se ha contraído a examinar detenidamente dicho Código. De este examen ha resultado la convicción de que su plan es preferible al que se había trazado la Corte, y que sus doctrinas y aun su estilo podían ser adoptados por nosotros, haciendo solamente una que otra variación, que la diferencia de circunstancias y el bien de la claridad hicieran necesarias”. La legislatura del mismo año aprobó el proyecto, y el Código Civil comenzó a regir desde el primero de enero de 1861: la edición fue hecha en 1860.

## Reformas de la Época Marcista
En esta época política se realizaron varias reformas sociales, algunas fueron revertidas o cambiadas, como la bandera y escudo de Ecuador, otros se mantuvieron a lo largo de la historia como la manumisión de los esclavos y el código civil. En cuanto a la actitud ante la iglesia no fue un periodo del todo homogéneo puesto que durante la presidencia de Novoa serían readmitidos los jesuitas, solo para sufrir una nueva expulsión durante el gobierno de Urbina.
- Eliminación de la Carta de la Esclavitud a partir de la Revolución Marcista.
- Cambio de los colores de la Bandera y Escudo Nacional a partir de la Revolución Marcista.
- Se garantizó la propiedad intelectual a partir de la Revolución Marcista.
- Introducción de jurados para reformar la función judicial en la presidencia de Roca.
- Construcción de carreteras en Pichincha y Cotopaxi en la presidencia de Roca.
- Impulso de la agricultura a través de la creación de la Junta Agrícola en la presidencia de Roca.
- Firma del Tratado Pando-Novoa en la presidencia de Novoa.
- Manumisión de los esclavos de Ecuador en la presidencia de Urbina.
- Eliminación de aranceles para mayor apertura comercial.
- Reformas educativas buscando su modernización e impulsando la educación pública.
- Eliminación del tributo indígena en la presidencia de Robles.
- Creación del Código Civil a partir del Código de Andrés Bello en la presidencia de Robles.

## Fin del Marcismo
Tras su liberación, Robles tendría que luchar contra las diferentes fuerzas que formaban gobiernos por el Ecuador. García Moreno en mayo formó gobierno en Quito, siendo derrotado por Urbina el 3 de junio. El vicepresidente de Robles, Jerónimo Carrión se proclama presidente en Cuenca el 6 de mayo, pero es derrotado. Finalmente, renuncia el 31 de agosto, luego del ataque de Rafael Carvajal que restaura el Gobierno Provisional de García Moreno lo que da fin a la era marcista y a un periodo de inestabilidad que da paso al garcianismo.